# Joel Grey
Joel David Katz (Cleveland, Ohio; 11 de abril de 1932), más conocido como Joel Grey, es un actor estadounidense de teatro, cine y televisión.

## Biografía
Es hijo del comediante y músico yiddish Mickey Katz y padre de la actriz Jennifer Grey.
Ganador del Óscar en 1972 por su interpretación, junto a su amiga Liza Minnelli, en la película musical Cabaret, dirigida por Bob Fosse (ganador del Óscar al mejor director). Es uno de los ocho actores que han ganado un Oscar y un Tony por el mismo papel.
Ha participado en las películas Remo, desarmado y peligroso de Guy Hamilton, Kafka de Steven Soderbergh y Dancer in the Dark de Lars von Trier.
Apareció en 2004 en el musical Wicked en Broadway.
También ha tenido papeles recurrentes en series de televisión, destacando Doc Buffy the vampire slayer en 2001 y Arvin Clone (clon de Arvin Sloane) en Alias en 2004.
Su hija Jennifer Grey también ha incursionado en el cine, con Dirty Dancing como mayor éxito.
En enero de 2015 hizo pública su homosexualidad en una entrevista en la revista People:

No me gustan las etiquetas, pero si tuviera que adjudicarme una, diría que soy gay. / I don't like labels, but if you have to put a label on it, I'm a gay man.

## Filmografía

### Cine
- 1952: About Face, de Roy Del Ruth
- 1957: Calypso Heat Wave, de Fred F. Sears
- 1961: La Cita de septiembre, de Robert Mulligan
- 1972: Cabaret, de Bob Fosse
- 1974: Investiga en el imposible, de Frank Perry
- 1976: Buffalo Bill y los Indios, de Robert Altman
- 1976: The Seven-Per-Cent Solution, de Herbert Ross
- 1985: Remo, desarmado y peligroso, de Guy Hamilton
- 1991: Kafka, de Steven Soderbergh
- 1993: La Música de la casualidad (The Music of Suerte), de Philip Haas
- 1994: The Dangerous, de Maria Dante y Rod Hewitt
- 1995: Venidos Rising, de Leora Barish y Edgar Michael Bravo
- 1996: My Friend Joe, de Chris Bould
- 1996 The Empty Mirror (), de Barry J. Hershey
- 2000: The Fantasticks, de Michael Ritchie
- 2000 Dancer in the Dark de Lars von Trier

### Televisión
- 1954: Kraft Television Theatre, de Fielder Cook (episodio Forty Weeks of Uncle Tom)
- 1956: Producers' Showcase (episodio Jack and the Beanstalk)
- 1957: Telephone Time, de Arthur Hiller (episodio The Intruder)
- 1957: December Bride (episodio Vallee's Protoge)
- 1958: The Court of Last Resort (episodio The Todd-Loomis Coloque)
- 1958: Las Cuatro Hijas del doctor March (Little Women), de William Corrigan
- 1959: Maverick, de Roy Huggins (episodio Full House)
- 1960: Bronco (episodio The Masquerade)
- 1960: Surfside 6 () (episodio The Payaso)
- 1960: Lawman (episodios The Salvation of Owny O'Reilly, The Return of Owny O'Reilly y Owny O'Reilly, Esq.)
- 1961: Westinghouse Playhouse (episodio Nanette's Teenage Suitor)
- 1961: 77 Sunset Strip, de Roy Huggins (episodio Open and Cerrada in One)
- 1966: Vacation Playhouse, de Richard Crenna (episodio My Lucky Penny)
- 1970: George M! (TV)
- 1971: Ironside, de Donativo McDougall (episodio Killing at the Track)
- 1972: Galería Nocturna, de John Newland (episodio There Aren't Any More McBanes)
- 1972: Man on a String, de Joseph Sargent (TV)
- 1974: Twas the Night Before Christmas, de Jules Bass y Arthur Rankin Jr. (TV)
- 1975: Paddington, de Barry Leith
- 1982: The Yeomen of the Guard, de Dave Heather (TV)
- 1987: Queenie, de Larry Peerce (TV)
- 1991: Matlock, de Robert Scheerer (episodio La Crítica)
- 1991: Embaldosaste, de David Jacobs (telenovela TV) (episodio El viaje)
- 1991: Marilyn y yo (Marilyn and Me), de John Patterson (TV)
- 1992 : Brooklyn Bridge (episodios The Last que Inmigran y In ha Family Way)
- 1995 : The Wizard of Oz in Concierto: Dreams Come True, de Louis J. Horvitz y Darrell Larson
- 1995: Star Trek: Viajar, de Winrich Kolbe (episodio Aguante)
- 1999 : Just Deserts, de Dan Lerner (TV)
- 1999: La Noche de las fantasmas (HA Christmas Carol), de David Hugh Jones (TV)
- 1999: Más allá del real : La aventura continua (The Outer Limits), de Brad Turner (episodio La Esencia de la vida)
- 2000 : Más allá del real : La aventura continua (The Outer Limits), de Helen Shaver (episodio Simon)
- 2001 : Touched by an Angel, de John Masius (episodios Las vías del Señor son impenetrables y La coral de los ángeles)
- 2001: Las Crónicas de San Francisco (Further Tales of the City), de Pierre Gang (telenovela TV)
- 2001: Buffy la cazavampiros, de Marti Noxon (episodio Para siempre)
- 2001: Buffy la cazavampiros , de David Solomon (episodio Sin esperanza)
- 2001: Buffy la caza vampiros , de Joss Whedon (episodio El apocalipsis)
- 2001: Se the Edge, de Anne Heche (TV) (segmento Reaching Normal)
- 2003: 111 Gramercy Park (TV)
- 2003: Oz, de Tom Fontana
- 2003: Law & Order: Criminal Intent, de Darnell Martin (episodio Cuba Libre)
- 2005: Prueba al espaldarazo, de Tim Kring (episodio Forget Me Not)
- 2005: Alias, de Kevin Hooks (episodio Elevado voltige)
- 2005: Alias, de Greg Yaitanes (episodio Sloane & Sloane)
- 2005: Alias, de Jennifer Garner (episodio El Orchidée salvaje)
- 2006: Dr House (House M.D.), de Laura Innes (episodio Informed Consiente)
- 2007: Brothers & Sisters : Dr Jude Bar-Shalom
- 2008 Private Practice (spin off de Grey's Anatomy ) : Alexander Ball
- 2009: Grey's Anatomy, de Shonda Rhimes
- 2013: Warehouse 13, de Jane Espenson y D. Brent Mote

## Premios y nominaciones
Premios Óscar
| Año  | Categoría              | Película | Resultado |
| ---- | ---------------------- | -------- | --------- |
| 1973 | Mejor actor de reparto | Cabaret  | Ganador   |

Premios Globos de Oro
| Año  | Categoría              | Película                            | Resultado |
| ---- | ---------------------- | ----------------------------------- | --------- |
| 1973 | Mejor actor de reparto | Cabaret                             | Ganador   |
| 1986 | Mejor actor de reparto | Remo Williams: The Adventure Begins | Nominado  |

Premios BAFTA
| Año  | Categoría                  | Película | Resultado |
| ---- | -------------------------- | -------- | --------- |
| 1973 | Nuevo actor más prometedor | Cabaret  | Ganador   |

Premios Primetime Emmy
| Año  | Categoría                               | Trabajo         | Resultado |
| ---- | --------------------------------------- | --------------- | --------- |
| 1993 | Mejor actor invitado - Serie de comedia | Brooklyn Bridge | Nominado  |

Premios Tony
| Año  | Categoría                            | Obra             | Resultado |
| ---- | ------------------------------------ | ---------------- | --------- |
| 1966 | Mejor actor de reparto en un musical | Cabaret          | Ganador   |
| 1969 | Mejor actor principal en un musical  | George M!        | Nominado  |
| 1975 | Mejor actor principal en un musical  | Goodtime Charley | Nominado  |
| 1979 | Mejor actor principal en un musical  | The Grand Tour   | Nominado  |